# Дубовское сельское поселение (Урюпинский район)
Ду́бовское се́льское поселе́ние — муниципальное образование в составе Урюпинского района Волгоградской области.
Административный центр — хутор Дубовский.

## История
Дубовское сельское поселение образовано 30 марта 2005 года в соответствии с Законом Волгоградской области № 1037-ОД.

## Население
| 2010  | 2012  | 2013  | 2014  | 2015  | 2016  | 2017  |
| ----- | ----- | ----- | ----- | ----- | ----- | ----- |
| 1667  | ↘1634 | ↘1587 | ↘1538 | ↘1513 | ↘1478 | ↘1466 |
| 2018  | 2019  | 2020  | 2021  |       |       |       |
| ↘1437 | ↘1399 | ↘1368 | ↘1328 |       |       |       |

## Состав сельского поселения
| № | Населённый пункт | Тип населённого пункта        | Население |
| - | ---------------- | ----------------------------- | --------- |
| 1 | Головский        | хутор                         | 186       |
| 2 | Дубовский        | хутор, административный центр | 942       |
| 3 | Лучновский       | хутор                         | 131       |
| 4 | Ольховский       | хутор                         | 106       |
| 5 | Провоторовский   | хутор                         | 302       |